# Selaginella griffithii
Selaginella griffithii là một loài dương xỉ trong họ Selaginellaceae. Loài này được Spring ex Veitch mô tả khoa học đầu tiên năm 1861.
Danh pháp khoa học của loài này chưa được làm sáng tỏ. 